# Estación de Capsanes
Capsanes (en catalán y según Adif: Capçanes) es un apeadero ferroviario situado en el municipio español de Capsanes en la provincia de Tarragona, comunidad autónoma de Cataluña. Dispone de servicios de Media Distancia.

## Situación ferroviaria
La estación se encuentra en el punto kilométrico 544 de la línea férrea de ancho ibérico que une Miraflores con Tarragona, entre las estaciones de Guiamets y de Marsá-Falset, a 213 metros de altitud. El tramo es de vía única y está electrificado. 

## Historia
La estación fue inaugurada el 8 de abril de 1891 con la apertura del tramo Marsá-Mora la Nueva de la línea férrea Samper vía Reus con Roda de Bará por parte de la Compañía de los ferrocarriles de Tarragona a Barcelona y Francia o TBF. Ese mismo año TBF había logrado un acuerdo de fusión con MZA que no se haría efectivo hasta 1899 y que permitía a MZA conectar Barcelona con Madrid vía Zaragoza. Aun así TBF mantuvo cierta autonomía dentro de la nueva compañía, autonomía que conservaría hasta 1936. En 1941, la gestión de la estación pasó a manos de RENFE tras nacionalizarse el ferrocarril en España. 
Desde el 31 de diciembre de 2004 Renfe Operadora explota la línea mientras que Adif es la titular de las instalaciones ferroviarias.

## La estación
La estación es un simple apeadero. Sus instalaciones se limitan a un pequeño refugio construido en 2007 en sustitución de una peculiar marquesina metálica. Solo la vía principal accede a la estación que dispone únicamente de un andén lateral. 

## Servicios ferroviarios

### Media Distancia
Renfe Operadora presta servicios de Media Distancia gracias a sus trenes Regional y Regional Exprés en los trayectos que unen Barcelona con Zaragoza, Caspe, Ribarroja de Ebro, Flix y Mora la Nueva.
| Línea MD | Trenes                   | Origen/Destino                       |  | Destino/Origen                | Equivalente Rodalies de Catalunya |
| -------- | ------------------------ | ------------------------------------ |  | ----------------------------- | --------------------------------- |
|          | Regional Exprés          | Madrid-Chamartín                     |  | Barcelona-Estación de Francia | Sin equivalencia                  |
| 34       | Regional Regional Exprés | Zaragoza-Delicias Caspe              |  | Barcelona-Estación de Francia | Sin equivalencia                  |
| 36       | Regional Regional Exprés | Ribarroja de Ebro Mora la Nueva Flix |  | Barcelona-Estación de Francia |                                   |